# Suicide Is Painless
Suicide Is Painless là một bài hát do Johnny Mandel (nhạc) và Michael Altman (lời) sáng tác. Đây là bài chủ đề cho cả bộ phim điện ảnh và loạt phim truyền hình M*A*S*H. Mike Altman, tác giả ca từ của bài hát lúc đó mới 14 tuổi.
Ca khúc được sáng tác riêng dành cho Ken Prymus — diễn viên thủ vai Binh nhì Seidman; nhân vật này đã hát ca khúc trong vụ tự sát giả của Walter "Painless Pole" Waldowski (John Schuck) trong phân cảnh "Last Supper" của phim. Đạo diễn của bộ phim nguyên tác Robert Altman đã đặt ra hai yêu cầu về bài hát cho Mandel: nó phải có tên là "Suicide Is Painless" và nó phải là "bài hát ngu ngốc nhất từng được sáng tác". Altman từng cố gắng tự viết ca từ, nhưng nhận thấy bộ não 45 tuổi của mình không đủ "ngu ngốc" để sáng tác. Sau đó ông giao nhiệm vụ này cho cậu con trai mới 14 tuổi Michael và cậu đã viết xong ca từ trong vòng 5 phút.
Sau đó Altman vì thấy bài hát quá hay nên đã quyết định sẽ dùng nó làm nhạc chủ đề của phim, bất chấp sự phản đối ban đầu của Mandel. Phiên bản này được thể hiện bởi các ca sĩ không được ghi công là John Bahler, Tom Bahler, Ron Hicklin và Ian Freebairn-Smith. Trong lần xuất hiện trên chương trình truyền hình The Tonight Show Starring Johnny Carson, Robert Altman cho biết trong khi ông chỉ đem về 70.000 USD nhờ đạo diễn bộ phim, cậu con trai của ông đã kiếm được hơn 1 triệu USD nhờ đồng sáng tác bài hát.
Một vài phiên bản chơi nhạc cụ không lời từng được dùng làm nhạc chủ đề cho loạt phim truyền hình. Ca khúc trở thành hit quán quân trên UK Singles Chart vào tháng 5 năm 1980. Bài hát xếp thứ #66 trong danh sách 100 ca khúc trong phim của Viện phim Mỹ (AFI).

## Danh sách bài hát
Vinyl 7"
- Tây Đức: CBS / 5009
- Anh: CBS / S CBS 8536
- Mỹ: Columbia / JZSS 153321 [chỉ quảng bá]
- Mỹ: Columbia / ZSS 153321 [ấn bản gốc]

| Mặt A | Mặt A                                      | Mặt A                      | Mặt A    | Mặt A      |
| STT   | Nhan đề                                    | Sáng tác                   | Nghệ sĩ  | Thời lượng |
| ----- | ------------------------------------------ | -------------------------- | -------- | ---------- |
| 1.    | "Theme from M*A*S*H (Suicide Is Painless)" | Johnny Mandel, Mike Altman | The Mash | 2:53       |

| Mặt B | Mặt B               | Mặt B    | Mặt B         | Mặt B      |
| STT   | Nhan đề             | Sáng tác | Nghệ sĩ       | Thời lượng |
| ----- | ------------------- | -------- | ------------- | ---------- |
| 1.    | "The M*A*S*H March" | Mandel   | Johnny Mandel | 1:19       |

## Diễn biến xếp hạng
| Xếp hạng (1970)     | Vị trí cao nhất |
| ------------------- | --------------- |
| Dutch GfK chart     | 3               |
| Dutch Top 40        | 4               |
| Xếp hạng (1980)     | Vị trí cao nhất |
| UK Singles Chart    | 1               |
| Irish Singles Chart | 1               |

## Phiên bản của Manic Street Preachers
Ban nhạc alternative rock người xứ Wales Manic Street Preachers từng phát hành một bản hát lại "Suicide Is Painless" vào ngày 7 tháng 9 năm 1992 với tựa "Theme from M.A.S.H. (Suicide Is Painless)". Tại Anh đây là một bản nhạc từ thiện mặt A kép để trợ giúp chiến dịch từ thiện The Spastics Society, còn The Fatima Mansions thể hiện bài "(Everything I Do) I Do It for You" của Bryan Adams để làm đĩa mặt A còn lại. Các phiên bản 12" và CD của đĩa đơn ở Anh gồm có "Sleeping with the NME" — một trích đoạn từ một bộ phim tài liệu trên radio được ghi hình tại văn phòng của NME, nhằm quay phản ứng của nhân viên với hành động tự làm hại bản thân của guitarist Richey Edwards. Đĩa đơn giành vị trí cao nhất — hạng 7 trên UK Singles Chart và trụ 3 tuần trong Top 10.

### Danh sách bài hát
Vinyl 7"
- Anh: Columbia / 658382 7

| Mặt A | Mặt A                                       | Mặt A                      | Mặt A                  | Mặt A      |
| STT   | Nhan đề                                     | Sáng tác                   | Nghệ sĩ                | Thời lượng |
| ----- | ------------------------------------------- | -------------------------- | ---------------------- | ---------- |
| 1.    | "Theme from M.A.S.H. (Suicide Is Painless)" | Johnny Mandel, Mike Altman | Manic Street Preachers | 3:40       |

| Mặt B | Mặt B                               | Mặt B                                                | Mặt B               | Mặt B      |
| STT   | Nhan đề                             | Sáng tác                                             | Nghệ sĩ             | Thời lượng |
| ----- | ----------------------------------- | ---------------------------------------------------- | ------------------- | ---------- |
| 1.    | "(Everything I Do) I Do It for You" | Bryan Adams, Michael Kamen, Robert John "Mutt" Lange | The Fatima Mansions | 6:26       |

- Hà Lan: Columbia / COL 658385 7

| Mặt A | Mặt A                                       | Mặt A          | Mặt A      |
| STT   | Nhan đề                                     | Sáng tác       | Thời lượng |
| ----- | ------------------------------------------- | -------------- | ---------- |
| 1.    | "Theme from M.A.S.H. (Suicide Is Painless)" | Mandel, Altman |            |

| Mặt B | Mặt B                   | Mặt B                                                              | Mặt B      |
| STT   | Nhan đề                 | Sáng tác                                                           | Thời lượng |
| ----- | ----------------------- | ------------------------------------------------------------------ | ---------- |
| 1.    | "Spectators of Suicide" | James Dean Bradfield, Nicky Wire, Sean Moore, Richey James Edwards |            |

Vinyl 12"
- Anh: Columbia / 658382 6

| Mặt A | Mặt A                                       | Mặt A          | Mặt A                  | Mặt A      |
| STT   | Nhan đề                                     | Sáng tác       | Nghệ sĩ                | Thời lượng |
| ----- | ------------------------------------------- | -------------- | ---------------------- | ---------- |
| 1.    | "Theme from M.A.S.H. (Suicide Is Painless)" | Mandel, Altman | Manic Street Preachers |            |

| Mặt B | Mặt B                               | Mặt B               | Mặt B                  | Mặt B      |
| STT   | Nhan đề                             | Sáng tác            | Nghệ sĩ                | Thời lượng |
| ----- | ----------------------------------- | ------------------- | ---------------------- | ---------- |
| 1.    | "(Everything I Do) I Do It for You" | Adams, Kamen, Lange | The Fatima Mansions    |            |
| 2.    | "Sleeping with the N.M.E."          |                     | Manic Street Preachers |            |

CD
- Anh: Columbia / 658382 2

| STT | Nhan đề                                     | Sáng tác            | Nghệ sĩ                | Thời lượng |
| --- | ------------------------------------------- | ------------------- | ---------------------- | ---------- |
| 1.  | "Theme from M.A.S.H. (Suicide Is Painless)" | Mandel, Altman      | Manic Street Preachers |            |
| 2.  | "(Everything I Do) I Do It for You"         | Adams, Kamen, Lange | The Fatima Mansions    |            |
| 3.  | "Sleeping with the N.M.E."                  |                     | Manic Street Preachers |            |

- Châu Âu: Columbia / 658385 2

| STT | Nhan đề                                     | Sáng tác                        | Thời lượng |
| --- | ------------------------------------------- | ------------------------------- | ---------- |
| 1.  | "Theme from M.A.S.H. (Suicide Is Painless)" | Mandel, Altman                  |            |
| 2.  | "Spectators of Suicide"                     | Bradfield, Wire, Moore, Edwards |            |
| 3.  | "Star Lover"                                | Bradfield, Wire, Moore, Edwards |            |

- Nhật Bản: Epic/Sony / ESCA 5668

| STT | Nhan đề                                     | Sáng tác       | Thời lượng |
| --- | ------------------------------------------- | -------------- | ---------- |
| 1.  | "Theme from M.A.S.H. (Suicide Is Painless)" | Mandel, Altman | 3:43       |
| 2.  | "Never Want Again"                          |                | 3:39       |
| 3.  | "Dead Yankee Drawl"                         |                | 3:46       |
| 4.  | "Ain't Goin' Down"                          |                | 3:08       |

### Diễn biến xếp hạng
| Xếp hạng (1992)       | Vị trí cao nhất |
| --------------------- | --------------- |
| UK Singles Chart      | 7               |
| Irish Singles Chart   | 12              |
| Swedish Singles Chart | 21              |